# Соломон Мутаї
Муньйо Соломон Мутаї (англ. Munyo Solomon Mutai; 22 жовтня 1992) — угандійський легкоатлет, що спеціалізується з марафонського бігу. Призер міжнародних спортивних змагань з легкої атлетики, олімпієць.

## Виступи на Олімпіадах
| Олімпіада           | Дисципліна       | Місце |
| ------------------- | ---------------- | ----- |
| Ріо-де-Жанейро 2016 | марафонський біг | 8     |